# Форт Роппе
Форт Роппе був побудований між 1875 та 1877 роками. Форт є частиною другого кільця оборонних споруд навколо міста Бельфору на північному сході Франції. Ці укріплення були побудовані з врахуванням посилення артилерії наприкінці ХІХ століття.

## Опис
Форт де Роппе розташований на вершині пагорба біля містечка Роппе, на північ від Бельфора. Він був побудований для контролю дороги до Кольмару у співпраці з фортом Джироманьї, а також дороги до Базеля, для захисту флангу Форту де Бессонкур і для підтримки Форту дю Сальбер. У прямокутному форті спочатку було встановлено 50 гармат, а гарнізон складався з понад 650 осіб. Гармати були встановлені просто неба на вершині валів і в казематі. Ще три батареї були розташовані в безпосередній близькості від форту. Озброєння форту значно змінювалося з року в рік. У 1886 році на форті було встановлено чотири 155-мм гармати, п'ять 138-мм гармат, дев'ять 120-мм гармат, два 220-мм міномети та кілька менших гармат. 
Потреби форту у воді задовольнялися за рахунок колодязя та цистерни. Магазин міг вмістити 154 тонни пороху. Початкова вартість будівництва становила 1 875 917 франків.

### Покращення
У 1889 році за межами периметру на південному заході було збудовано підземне укриття для військ. З 1893 року форт був з'єднаний з іншими фортами навколо Бельфора стратегічною залізницею Chemins de fer du Territoire de Belfort. Під час Першої світової війни під фортом були побудовані підземні галереї, захищені бетоном. Ці галереї з'єднували різні частини форту з укриттям для військ, яке також було забетоноване. Додаткові вдосконалення включали 155-мм гарматну вежу, три кулеметні вежі, додатковий каземат і укриття на валах. Околиці форту отримали більше батарей, 75-мм вежу, укриття для піхоти і батарею з двома 155-мм гарматними вежами, причому остання так і не була добудована. Нові гарматні вежі, розташовані на схід від головного форту, були з'єднані з ним продовженнями підземних галерей.

## Друга Світова Війна та сучасність
У червні 1940 року протягом Французької кампанії, 400 людей укрилися у Форті Роппе і протрималися три дні перед тим як здатися. Форт залишається власністю Французької армії. Хоча вхід у форт залишається забороненим для громадськості, він знаходиться в доброму стані.